# Liste der babylonischen Könige
Die Liste der babylonischen Könige gibt einen Überblick bezüglich aller bekannten Herrscher des Babylonischen Reiches auf.

## Altbabylonisches Reich

### 1. Dynastie
| 1.                                                                                            | Sumu-abum    | 1894–1881 v. Chr. | 14 Jahre               |
| 2.                                                                                            | Sumu-la-El   | 1880–1845 v. Chr. | 36 Jahre               |
| 3.                                                                                            | Sabi'um      | 1844–1831 v. Chr. | 14 Jahre; Sohn von 2.  |
| 4.                                                                                            | Apil-Sîn     | 1830–1813 v. Chr. | 18 Jahre; Sohn von 3.  |
| 5.                                                                                            | Sîn-muballiṭ | 1812–1793 v. Chr. | 20 Jahre; Sohn von 4.  |
| 6.                                                                                            | Ḫammurapi    | 1792–1750 v. Chr. | 43 Jahre; Sohn von 5.  |
| 7.                                                                                            | Samsu-ilūna  | 1749–1712 v. Chr. | 38 Jahre; Sohn von 6.  |
| 8.                                                                                            | Abi-ēšuḫ     | 1711–1684 v. Chr. | 28 Jahre; Sohn von 7.  |
| 9.                                                                                            | Ammī-ditāna  | 1683–1647 v. Chr. | 37 Jahre; Sohn von 8.  |
| 10.                                                                                           | Ammi-ṣaduqa  | 1646–1626 v. Chr. | 21 Jahre               |
| 11.                                                                                           | Šamšu-ditāna | 1625–1595 v. Chr. | 31 Jahre; Sohn von 10. |
| Ende der 1. Dynastie: Eroberung Babylons durch Muršili I. und Nachfolgedynastie der Kassiten. |              |                   |                        |

## Mittelbabylonisches Reich

### 2. Dynastie
Traditionell werden die Könige des Meerlandes als 2. Dynastie von Babylon gezählt, wenn sie vermutlich auch nie oder nur kurzfristig über die Stadt herrschten.
| Regierungszeit    | Name     | Bemerkung                                                       |
| ----------------- | -------- | --------------------------------------------------------------- |
| 1604–1602 v. Chr. | Gulkišar | 2 Jahre, nach seinem Tod erlangte Šamšu-ditana den Thron zurück |

### 3. Dynastie (Kassitendynastie)
| Regierungszeit                                                         | Name | Bemerkung |
| ---------------------------------------------------------------------- | --- | --- |
| 1595–1535 v. Chr.                                                      | Gandaš, Agum I., Kaštiliaš I., Ušši A-šú, Abī-Rattaš, Kaštiliaš II., Urzigurumaš, Ḫarbe-Šipak und Tiptakzi | Eventuell herrschten einige davon nicht in Babylon, sondern außerhalb. Ob Gandaš oder Kaštiliaš I. der erste König war, ist umstritten. Anderen Thesen zufolge herrschte keiner der Genannten in Babylon. Welcher kassitische König also danach die Herrschaft übernahm, oder ob kurzfristig die erste Meerlanddynastie über Babylon herrschte, ist auf Grund mangelnder Quellen unklar. |
| 1535–1510 v. Chr.                                                      | Agum II. Kakrime                                                                                           | Genaue Regierungsdaten fehlen |
| 1510–1490 v. Chr.                                                      | Burna-buriaš I.                                                                                            | Genaue Regierungsdaten fehlen |
| 1490–1465 v. Chr.                                                      | Kaštiliaš III.                                                                                             | Genaue Regierungsdaten fehlen |
| ?                                                                      | Ulam-buriaš                                                                                                | Regierungsdaten fehlen |
| 1465–1415 v. Chr.                                                      | Agum III.                                                                                                  | Genaue Regierungsdaten fehlen |
| 1415–1403 v. Chr.                                                      | Kara-indaš                                                                                                 | Genaue Regierungsdaten fehlen |
| 1403–1390 v. Chr.                                                      | Kadašman-Ḫarbe I.                                                                                          | Genaue Regierungsdaten fehlen |
| 1390–1374 v. Chr.                                                      | Kuri-galzu I.                                                                                              | Genaue Regierungsdaten fehlen |
| 1374–1359 v. Chr.                                                      | Kadašman-Enlil I.                                                                                          | 15 Jahre |
| 1359–1333 v. Chr.                                                      | Burna-buriaš II.                                                                                           | 26 Jahre, Antritt im 36. Jahr von Amenophis III. |
| 1333 v. Chr.                                                           | Kara-Hardaš                                                                                                | 1 Jahr |
| 1333 v. Chr.                                                           | Nazi-Bugaš                                                                                                 | 1 Jahr |
| 1332–1307 v. Chr.                                                      | Kuri-galzu II.                                                                                             | 25 Jahre |
| 1307–1282 v. Chr.                                                      | Nazi-Maruttaš                                                                                              | 26 Jahre |
| 1281–1264 v. Chr.                                                      | Kadašman-Turgu                                                                                             | 18 Jahre |
| 1263–1254 v. Chr.                                                      | Kadašman-Enlil II.                                                                                         | 9 Jahre, Antritt im 16. Jahr von Ramses II. |
| 1254–1245 v. Chr.                                                      | Kudur-Enlil I.                                                                                             | 9 Jahre |
| 1245–1232 v. Chr.                                                      | Šagarakti-šuriaš                                                                                           | 13 Jahre |
| 1232–1225 v. Chr.                                                      | Kaštiliaš IV.                                                                                              | 7 Jahre, |
| Tukulti-Ninurta I. erobert Babylon und beendet die 1. Kassitendynastie | | |

### 3. Dynastie (2. Kassitendynastie)
| Regierungszeit                                                                         | Name                  | Bemerkung                       |
| -------------------------------------------------------------------------------------- | --------------------- | ------------------------------- |
| 1225–1224 v. Chr.                                                                      | Tukulti-Ninurta I.    | 1 Jahr, assyrischer König       |
| 1224–1223 v. Chr.                                                                      | Enlil-nādin-šumi      | 1 Jahr, assyrischer Statthalter |
| 1223–1222 v. Chr.                                                                      | Kadašman-Ḫarbe II.    | 1 Jahr                          |
| 1222–1216 v. Chr.                                                                      | Adad-šuma-iddina      | 6 Jahre                         |
| 1216–1186 v. Chr.                                                                      | Adad-šuma-uṣur        | 30 Jahre                        |
| 1186–1171 v. Chr.                                                                      | Meli-šipak            | 15 Jahre                        |
| 1171–1159 v. Chr.                                                                      | Marduk-apla-iddina I. | 13 Jahre                        |
| 1159–1158 v. Chr.                                                                      | Zababa-šuma-iddina    | 1 Jahr                          |
| 1158–1155 v. Chr.                                                                      | Enlil-nādin-aḫi       | 3 Jahre                         |
| Ende der Kassitendynastie: Elamitische Invasion 1155 v. Chr. durch Šutruk-Naḫḫunte II. |                       |                                 |

### 4. Dynastie (2. Dynastie von Isin)
| Regierungszeit    | Name                                | Bemerkung                                                |
| ----------------- | ----------------------------------- | -------------------------------------------------------- |
| 1155–1137 v. Chr. | Marduk-kābit-aḫḫēšu                 | 18 Jahre, wechselte die Hauptstadt von Babylon nach Isin |
| 1137–1129 v. Chr. | Itti-Marduk-balāṭu                  | 8 Jahre                                                  |
| 1129–1123 v. Chr. | Ninurta-nādin-šumi                  | 6 Jahre                                                  |
| 1123–1101 v. Chr. | Nabû-kudurrī-uṣur I. (Nebukadnezar) | 22 Jahre                                                 |
| 1101–1097 v. Chr. | Enlil-nādin-apli                    | 4 Jahre                                                  |
| 1097–1079 v. Chr. | Marduk-nādin-aḫḫē                   | 18 Jahre                                                 |
| 1079–1066 v. Chr. | Marduk-šāpik-zēri                   | 13 Jahre                                                 |
| 1066–1044 v. Chr. | Adad-apla-iddina                    | 22 Jahre                                                 |
| 1044 v. Chr.      | Marduk-aḫḫē-erība                   | 1 Jahr                                                   |
| 1044–1032 v. Chr. | Marduk-zēra-x                       | 12 Jahre                                                 |
| 1032–1024 v. Chr. | Nabû-šumu-lībur                     | 8 Jahre                                                  |

### 5. Dynastie (2. Dynastie des Meerlandes)
| Regierungszeit    | Name                       | Bemerkung           |
| ----------------- | -------------------------- | ------------------- |
| 1024–1006 v. Chr. | Simbar-šīpak (Simbar-šīhu) | 18 Jahre            |
| 1006 v. Chr.      | Ea-mukīn-zēri              | 5 Monate, Usurpator |
| 1006–1003 v. Chr. | Kaššu-nādin-aḫi            | 3 Jahre             |

### 6. Dynastie (Dynastie von Bazi)
| Regierungszeit   | Name                     | Bemerkung                     |
| ---------------- | ------------------------ | ----------------------------- |
| 1003–986 v. Chr. | Eulmaš-šākin-šumi        | 17 Jahre                      |
| 986–983 v. Chr.  | Ninurta-kudurrī-uṣur II. | 3 Jahre                       |
| 983 v. Chr.      | Širikti-Šuqamuna         | 3 Monate, Bruder des Vorigen? |

### 7. Dynastie (Elamische Dynastie)
| Regierungszeit  | Name               | Bemerkung |
| --------------- | ------------------ | --------- |
| 983–977 v. Chr. | Mār-bīti-apla-uṣur |           |

### 8./9. Dynastie
| Regierungszeit                                                              | Name                     | Bemerkung              |
| --------------------------------------------------------------------------- | ------------------------ | ---------------------- |
| 979–943                                                                     | Nabû-mukīn-apli          |                        |
| 943 (8 Monate)                                                              | Ninurta-kudurrī-uṣur II. | Sohn des Vorigen       |
| ca. 943–ca. 900 (?)                                                         | Mār-bīti-aḫḫē-iddina     |                        |
| ca. 900                                                                     | Šamaš-mudammiq           |                        |
| 899–887                                                                     | Nabû-šuma-ukīn I.        |                        |
| 887–851                                                                     | Nabû-apla-iddina         | Sohn des Vorigen       |
| 851–824                                                                     | Marduk-zākir-šumi I.     | Sohn des Vorigen       |
| 823–ca. 813                                                                 | Marduk-balāssu-iqbi      |                        |
| ab ca. 813                                                                  | Baba-aḫa-iddina          |                        |
| Es folgten einige „königslose“ Jahre sowie namentlich unbekannte Herrscher. |                          |                        |
| ?                                                                           | Ninurta-apla-x           |                        |
| ?                                                                           | Marduk-bēl-zēri          |                        |
| 782–770                                                                     | Marduk-apla-uṣur         | Chaldäer (Bit Jakin)   |
| 770–760                                                                     | Erība-Marduk             | Chaldäer (Bit Jakin)   |
| 760–747                                                                     | Nabû-šuma-iškun          | Chaldäer (Bit Dakkuri) |
| 747–733                                                                     | Nabû-naṣir               |                        |
| 733–732/731                                                                 | Nabû-nādin-zēri          | Sohn des Vorigen       |
| 732/731 (1 Monat)                                                           | Nabu-šuma-ukin II.       | Usurpator              |
| 731–729                                                                     | Nabû-mukīn-zēri          | Chaldäer (Bit Amukani) |
| Ab 729/728 v. Chr. geriet Babylonien unter die Herrschaft von Assyrien.     |                          |                        |

### 10. Dynastie (Assyrische Dynastie)
| 19.                                                                                               | Tukulti-apil-Ešarra III. (Pūlu) | 728–726 v. Chr. | biblisch: Tiglatpileser; 2 Jahre             |
| 20.                                                                                               | Salmānu-ašarēd V. (Ulūlāja)     | 726–721 v. Chr. | biblisch: Salmanassar; 5 Jahre; Sohn von 19. |
| 21./25.                                                                                           | Marduk-apla-iddina II.          | 721–710 v. Chr. | biblisch: Merodach-Baladan; 25 Jahre         |
| 22.                                                                                               | Šarru-kīn II.                   | 709–705 v. Chr. | biblisch: Sargon; 4 Jahre                    |
| 23./30.                                                                                           | Sîn-aḫḫe-eriba                  | 705–703 v. Chr. | Sanherib; 2 Jahre, Sohn von 22.              |
| 24.                                                                                               | Marduk-zakir-šumi II.           | 703 v. Chr.     | 1 Monat                                      |
| 21./25.                                                                                           | Marduk-apla-iddina II.          | 703 v. Chr.     | erneute Herrschaft, 9 Monate                 |
| 26.                                                                                               | Bel-ibni                        | 703–700 v. Chr. | 3 Jahre                                      |
| 27.                                                                                               | Aššur-nadin-šumi                | 700–694 v. Chr. | 6 Jahre; Sohn von 23.                        |
| 28.                                                                                               | Nergal-ušēzib                   | 693–693 v. Chr. | 1 Jahr                                       |
| 29.                                                                                               | Mušezib-Marduk                  | 692–689 v. Chr. | 3 Jahre                                      |
| 23./30.                                                                                           | Sîn-aḫḫe-eriba                  | 689–680 v. Chr. | erneute Herrschaft, 9 Jahre; Sohn von 22.    |
| 31.                                                                                               | Aššur-aḫḫe-iddina               | 680–669 v. Chr. | Asarhaddon; 11 Jahre; Sohn von 23./30.       |
| 32.                                                                                               | Aššur-bāni-apli                 | 669–668 v. Chr. | Assurbanipal; 1 Jahr; Sohn von 31.           |
| 33.                                                                                               | Šamaš-šuma-ukin                 | 668–648 v. Chr. | 20 Jahre; Sohn von 31., Bruder von 32.       |
| 34.                                                                                               | Kandalanu                       | 648–627 v. Chr. | 21 Jahre                                     |
| 35.                                                                                               | Sin-šumu-lišir                  | 627–627 v. Chr. | einige Monate                                |
| 36.                                                                                               | Sîn-šarru-iškun                 | 627–626 v. Chr. | einige Monate                                |
| 626 v. Chr. brach nach einem babylonischen Aufstand in Nippur die assyrische Herrschaft zusammen. |                                 |                 |                                              |

## Neubabylonisches Reich

### 11. Dynastie
| Regierungszeit | Name                                 | Bemerkung                          |
| --- | ------------------------------------ | ---------------------------------- |
| 626–605 v. Chr. | Nabû-apla-uṣur (Nabopolassar)        |                                    |
| 604–562 v. Chr. | Nabû-kudurrī-uṣur II. (Nebukadnezar) | Sohn des Vorigen                   |
| 561–560 v. Chr. | Amēl-Marduk                          | Sohn des Vorigen                   |
| 559–556 v. Chr. | Nergal-šarra-uṣur                    | Schwiegersohn des Nebukadnezar II. |
| 556 v. Chr. | Lābāši-Marduk                        | Sohn des Vorigen                   |
| 555–539 v. Chr. | Nabû-nā’id (Nabonid)                 |                                    |
| 552–543 v. Chr. Stellvertreter des Nabonid | Bel-šarru-uṣur                       | Sohn des Nabonid                   |
| 539 v. Chr. Eroberung Babyloniens durch den Persischen Großkönig Kyros II., der ein Jahr später seinen Sohn Kambyses II. formal zum König krönen lässt |                                      |                                    |

### Kurzfristige Nachfolger 522–521 v. Chr. und 484 v. Chr.
| Regierungszeit | Name                            | Bemerkung                             |
| -------------- | ------------------------------- | ------------------------------------- |
| 522 v. Chr.    | Nebukadnezar III. (Nidintu-Bel) | Usurpator                             |
| 521 v. Chr.    | Nebukadnezar IV. (Aracha)       | Usurpator                             |
| 484 v. Chr.    | Šamaš-eriba                     | Usurpator                             |
| 484 v. Chr.    | Bēl-šimānni                     | Usurpator; nur in Borsippa und Dilbat |
| 336 v. Chr.    | Nidin-Bêl                       | Usurpator                             |